# SMS Moltke (1910)
SMS Moltke là chiếc dẫn đầu trong lớp tàu chiến-tuần dương Moltke của Hải quân Đế quốc Đức, tên được đặt theo Thống chế Helmuth von Moltke, Tổng tham mưu trưởng quân đội Phổ vào giai đoạn giữa thế kỷ 19. Được đưa ra hoạt động vào ngày 30 tháng 9 năm 1911, nó là chiếc tàu chiến-tuần dương thứ hai được đưa vào hoạt động của Hải quân Đế quốc Đức. Cùng với con tàu chị em Goeben, Moltke là một phiên bản mở rộng tương tự như thiết kế của chiếc tàu chiến-tuần dương Đức Von der Tann trước đó, nhưng có vỏ giáp được tăng cường và được bổ sung thêm một tháp pháo. So với đối thủ Anh đương thời, lớp tàu chiến-tuần dương Indefatigable, Moltke cùng với con tàu chị em Goeben lớn hơn đáng kể và có vỏ giáp tốt hơn. 
Con tàu đã tham gia hầu hết các hoạt động hạm đội chính được Hải quân Đức tiến hành trong Chiến tranh Thế giới thứ nhất, bao gồm các trận Dogger Bank và trận Jutland tại Bắc Hải cùng trận Riga và Chiến dịch Albion tại biển Baltic. Moltke bị hư hại nhiều lần trong chiến tranh, bị đạn pháo hạng nặng bắn trúng tại Jutland và hai lần trúng ngư lôi của tàu ngầm Anh. Khi chiến tranh kết thúc vào năm 1918, Moltke cùng với phần lớn tàu chiến của Hạm đội Biển khơi bị lưu giữ tại Scapa Flow trong khi các cuộc đàm phán hòa bình diễn ra nhằm quyết định số phận của chúng. Moltke đã bị đánh đắm cùng với hầu hết hạm đội vào ngày 21 tháng 6 năm 1919 nhằm ngăn chúng không bị rơi vào tay người Anh. Xác tàu đắm của nó được cho nổi trở lại vào năm 1927 và được tháo dỡ tại Rosyth từ năm 1927 đến năm 1929.

## Thiết kế và chế tạo
Trong một cuộc hội nghị vào tháng 5 năm 1907, Văn phòng Hải quân Đức quyết định tiếp nối theo chiếc tàu chiến-tuần dương duy nhất Von der Tann bằng một thiết kế được mở rộng. Ngân sách 44 triệu Mác vàng dành cho tài khóa 1908 tạo ra khả năng tăng kích cỡ vũ khí của dàn pháo chính lên 30,5 cm (12,0 in) từ 28 cm (11 in) trên những thiết kế trước. Tuy nhiên, Đô đốc Alfred von Tirpitz cùng với Văn phòng Chế tạo tranh luận rằng việc gia tăng số lượng pháo từ 8 lên 10 khẩu là hợp lý hơn, vì cỡ pháo 28 cm đã đủ để đối đầu ngay cả với thiết giáp hạm. Tirpitz còn lập luận rằng do các lực lượng tuần tiễu của Hải quân Hoàng gia Anh có ưu thế về số lượng, sẽ khôn ngoan hơn để gia tăng số lượng pháo chính thay vì gia tăng cỡ nòng. Bộ tham mưu Hải quân lại giữ quan điểm cho rằng để thiết kế mới có thể tác chiến hiệu quả trong hàng chiến trận, chúng cần có cỡ pháo 30,5 cm. Cuối cùng Tirpitz và Văn phòng Chế tạo đã thắng cuộc tranh cãi, và Moltke được trang bị mười khẩu pháo 28 cm. Các khẩu pháo được bố trí trên năm tháp pháo nòng đôi, trong đó ba chiếc đặt trên trục giữa gồm một phía trước và hai phía sau bắn thượng tầng; hai tháp pháo còn lại được bố trí so le bên mạn giữa tàu. Văn phòng Chế tạo cũng bắt buộc con tàu mới có vỏ giáp ít nhất phải tương đương với Von der Tann và một tốc độ tối đa ít nhất 24,5 hải lý trên giờ (45,4 km/h).
Trong quá trình thiết kế, trọng lượng của con tàu liên tục nặng thêm do gia tăng kích cỡ thành trì, độ dày của vỏ giáp, bổ sung trữ lượng đạn dược và tái bố trí hệ thống nồi hơi. Cuộc chạy đua vũ trang giữa Anh và Đức đã tạo một áp lực nặng lên đội ngũ thiết kế hải quân, buộc phải quyết định chế tạo hai chiếc dựa trên thiết kế mới. Chúng được gọi dưới những cái tên hợp đồng "Tàu tuần dương G" và "Tàu tuần dương H". Do hãng Blohm & Voss đưa ra giá thầu thấp nhất, họ cũng giành được hợp đồng để đóng cả hai chiếc vào năm 1908: "Tàu tuần dương G" được phân bổ trong tài khóa 1908–1909, trong khi "Tàu tuần dương H" được phân cho tài khóa 1909–1910. Hợp đồng chế tạo "Tàu tuần dương G" được trao vào ngày 17 tháng 9 năm 1908 dưới số hiệu chế tạo 200. Nó được đặt lườn vào ngày 7 tháng 12 năm 1908 và con tàu được hạ thủy vào ngày 7 tháng 4 năm 1910. "Tàu tuần dương G" được đưa ra hoạt động vào ngày 30 tháng 9 năm 1911 như là chiếc SMS Moltke.
Trong buổi lễ hạ thủy con tàu vào ngày 7 tháng 4 năm 1910, Helmuth von Moltke the Younger đã đỡ đầu cho con tàu được đặt tên theo người chú, Thống chế Helmuth von Moltke, Tổng tham mưu trưởng quân đội Phổ vào giữa thế kỷ 19. Vào ngày 11 tháng 9 năm 1911, một thủy thủ đoàn bao gồm những công nhân xưởng tàu đã chuyển con tàu từ Hamburg đến Kiel ngang qua Skagerrak. Ngày 30 tháng 9, con tàu được nhập biên chế dưới quyền chỉ huy của Đại tá Hải quân (Kapitän zur See) von Mann, và thay thế cho chiếc Roon trong thành phần Hải đội Trinh sát. Các cuộc chạy thử máy kéo dài cho đến 1 tháng 4 năm 1912.

## Lịch sử hoạt động

### Trước chiến tranh

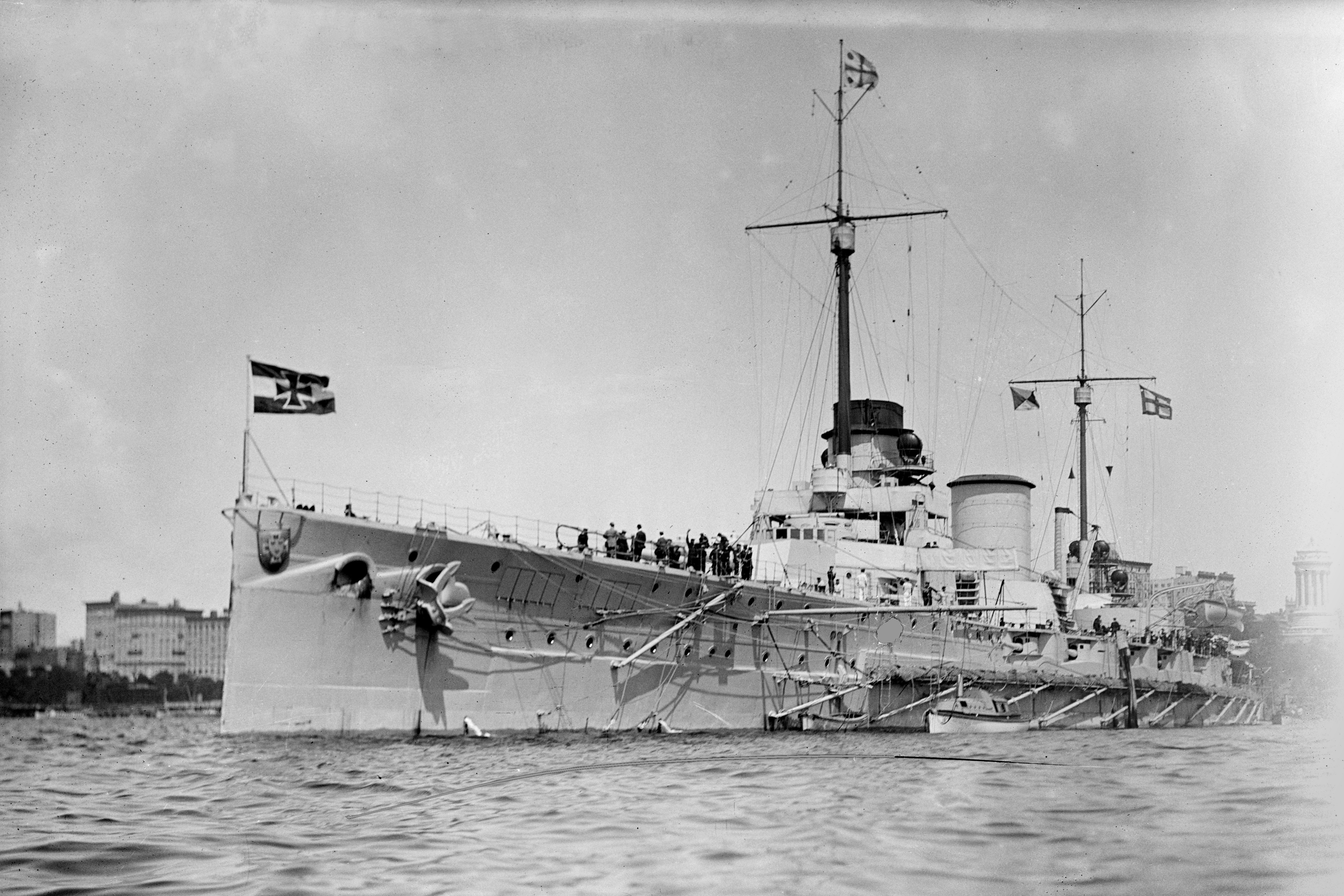
SMS Moltke tại thành phố New York vào năm 1912.

Moltke là chiếc tàu chiến chủ lực duy nhất của Đức từng viếng thăm Hoa Kỳ. Vào ngày 11 tháng 5 năm 1912, nó rời Kiel với sự tháp tùng của hai tàu tuần dương hạng nhẹ Stettin và Bremen, đi đến ngoài khơi Hampton Roads, Virginia vào ngày 30 tháng 5 năm 1912. Sau một lượt viếng thăm dọc theo bờ Đông Hoa Kỳ trong hai tuần, nó quay trở về đến Kiel vào ngày 24 tháng 6.
Vào tháng 7 năm 1912, Moltke hộ tống cho du thuyền của Kaiser Wilhelm II trong chuyến đi sang Nga. Khi quay trở về, quyền chỉ huy Moltke được chuyển cho Đại tá Magnus von Levetzow, và con tàu trở thành soái hạm của Lực lượng Trinh sát cho đến ngày 23 tháng 6 năm 1914, khi cờ hiệu của vị Tư lệnh được chuyển sang chiếc mới tàu chiến-tuần dương Seydlitz. Đã có sự cân nhắc để bố trí Moltke đến Viễn Đông thay thế cho chiếc tàu tuần dương bọc thép Scharnhorst, nhưng kế hoạch bị hủy bỏ sau khi rõ ràng là Goeben cần được thay phiên tại Địa Trung Hải. Moltke sau đó được lên kế hoạch chuyển sang thay thế cho con tàu chị em, nhưng kế hoạch này bị ngắt quãng bởi việc Chiến tranh Thế giới thứ nhất bùng nổ.

### Mở màn Chiến tranh Thế giới thứ nhất
Giống như hầu hết tàu chiến chủ lực của Đức trong chiến tranh, hoạt động của Moltke tương đối giới hạn. Dù sao, nó đã tham gia hầu hết các hoạt động chủ yếu của Hạm đội Biển khơi. Lúc bắt đầu chiến tranh, con tàu được điều về Đội Tuần tiễu 1 của Hạm đội Biển khơi dưới quyền chỉ huy của Chuẩn đô đốc Franz von Hipper.

### Trận Heligoland Bight
Không lâu sau khi chiến tranh mở màn, vào ngày 28 tháng 8 năm 1914, Moltke đã tham gia Trận Heligoland Bight. Sáng hôm đó, các tàu tuần dương Anh thuộc Lực lượng Harwich đã tấn công các tàu khu trục Đức đang tuần tra tại Heligoland Bight. Sáu tàu tuần dương hạng nhẹ Đức bao gồm Köln, Strassburg, Stettin, Frauenlob, Stralsund và Ariadne đã đáp trả lại, gây thiệt hại đáng kể cho lực lượng phía Anh. Tuy nhiên, sự xuất hiện lúc 13 giờ 37 phút của Hải đội Tàu chiến-Tuần dương 1 của Anh dưới quyền chỉ huy của Phó đô đốc David Beatty, nhanh chóng đưa các con tàu Đức vào tình huống bất lợi.
Cùng với các tàu chiến-tuần dương còn lại của Đội Tuần tiễu 1, Moltke đặt căn cứ tại Wilhelmshaven Roads vào buổi sáng ngày diễn ra trận chiến. Lúc 08 giờ 50 phút, Hipper xin phép Đô đốc Friedrich von Ingenohl, Tổng tư lệnh Hạm đội Biển khơi, để gửi Moltke và Von der Tann đến trợ giúp các tàu tuần dương Đức đang bị vây hãm. Moltke sẵn sàng lên đường lúc 12 giờ 10 phút, tuy nhiên, các con tàu bị mắc lại do thủy triều thấp, vốn ngăn trở các tàu chiến-tuần dương vượt qua một cách an toàn bãi cạn ở cửa sông Jadebusen. Mãi đến 14 giờ 10 phút, Moltke và Von der Tann mới có thể băng qua cồn cát, và Hipper ra lệnh cho các tàu tuần dương Đức rút lui về phía sau hai chiếc tàu chiến hạng nặng, trong khi bản thân Hipper bị tụt lại khoảng một giờ phía sau trên chiếc tàu chiến-tuần dương Seydlitz. Đến 14 giờ 25 phút, các tàu tuần dương hạng nhẹ còn lại Strassburg, Stettin, Frauenlob, Stralsund và Ariadne hội quân với các tàu chiến-tuần dương. Seydlitz đến được chiến trường lúc 15 giờ 10 phút, Ariadne không chịu nổi các hư hại trong chiến đấu và bị đắm. Hipper tiến lên phía trước một cách thận trọng để truy tìm hai tàu tuần dương hạng nhẹ bị mất tích Mainz và Köln, vốn đã bị đánh chìm trong trận chiến trước đó. Đến 16 giờ 00, hải đội Đức bắt đầu rút lui về Jade Estuary, đến nơi vào khoảng 20 giờ 23 phút.

### Bắn phá Yarmouth
Vào lúc 16 giờ 30 ngày 2 tháng 11 năm 1914, Moltke cùng với Seydlitz (soái hạm của Hipper), Von der Tann, tàu tuần dương bọc thép Blücher cùng bốn tàu tuần dương hạng nhẹ Strassburg, Graudenz, Kolberg và Stralsund rời Jade Estuary hướng lên phía Bắc theo một vòng cung để tránh Heligoland cùng các tàu ngầm Anh được bố trí tại đây, rồi gia tăng tốc độ lên 18 knot hướng sang bờ biển Anh Quốc. Hải đội đi đến ngoài khơi Great Yarmouth lúc bình minh ngày hôm sau và bắt đầu bắn phá cảng, trong khi chiếc tàu tuần dương hạng nhẹ Stralsund tiến hành rải mìn. Tàu ngầm Anh D5 đã đáp trả lại cuộc tấn công, nhưng nó trúng phải một quả thủy lôi do Stralsund cài và bị chìm. Không lâu sau đó, Hipper ra lệnh cho các con tàu của mình quay trở về vùng biển Đức. Tuy nhiên, lúc quay về, một làn sương mù dày đặc bao phủ Heligoland Bight, nên các con tàu được lệnh chờ cho đến khi đến khi tầm nhìn được cải thiện để chúng có thể đi qua an toàn các bãi mìn phòng thủ. Tàu tuần dương bọc thép Yorck rời Jade mà không được phép, và trên đường đi Wilhelmshaven đã phạm sai lầm trong hoa tiêu, đưa vào một bãi mìn Đức. Yorck trúng hai quả thủy lôi và chìm nhanh chóng; chiếc hải phòng hạm Hagen cứu được người trong số thủy thủ đoàn của nó.

### Bắn phá Scarborough, Hartlepool và Whitby
Đô đốc von Ingenohl quyết định tiến hành thêm một cuộc bắn phá khác vào bờ biển Anh Quốc với hy vọng lôi kéo một phần Hạm đội Grand vào cuộc chiến, nơi có thể bị tiêu diệt từng phần. Moltkecùng với các tàu chiến-tuần dương Seydlitz, Von der Tann, Derfflinger, tàu tuần dương bọc thép Blücher, các tàu tuần dương hạng nhẹ Kolberg, Strassburg, Stralsund và Graudenz cùng hai chi hạm đội tàu phóng lôi đã rời Jade lúc 03 giờ 20 phút ngày 15 tháng 12. Các con tàu của Hipper di chuyển lên phía Bắc, vượt qua Heligoland để đi đến hải đăng Horns Reef, nơi chúng chuyển hướng sang phía Tây hướng đến Scarborough. Mười hai giờ sau khi Hipper khởi hành, phần chủ lực của Hạm đội Biển khơi, bao gồm 14 chiếc thiết giáp hạm dreadnought và 8 thiết giáp hạm tiền-dreadnought cùng một lực lượng hộ tống gồm 2 tàu tuần dương bọc thép, 7 tàu tuần dương hạng nhẹ và 54 tàu phóng lôi lên đường để hỗ trợ từ xa.
Trước đó, vào ngày 26 tháng 8 năm 1914, tàu tuần dương hạng nhẹ Đức Magdeburg bị mắc cạn trong vịnh Phần Lan; xác tàu đã bị Hải quân Nga chiếm, vốn đã tìm thấy các bộ mật mã mà Hải quân Đức sử dụng cùng các biểu đồ hoa tiêu hàng hải tại Bắc Hải. Các tài liệu này được chuyển cho Hải quân Hoàng gia Anh. Phòng 40 bắt đầu giải mã các thông tin của phía Đức, và vào ngày 14 tháng 12 đã bắt được một bức điện liên quan đến kế hoạch bắn phá Scarborough. Tuy nhiên, họ vẫn không thể biết được chi tiết chính xác của kế hoạch, nên suy đoán rằng Hạm đội Biển khơi sẽ ở lại một cách an toàn trong cảng giống như những đợt bắn phá trước đây. Bốn tàu chiến-tuần dương của Phó đô đốc Beatty, được hỗ trợ bởi Hải đội Tuần dương nhẹ 1 và sáu chiếc thiết giáp hạm dreadnought của Hải đội Chiến trận 2, được tung ra để phục kích các tàu chiến-tuần dương của Hipper.
Trong đêm 15 tháng 12, thành phần chủ lực của Hạm đội Biển khơi đã đụng độ với các tàu khu trục Anh. Lo sợ viễn cảnh một cuộc tấn công bằng ngư lôi vào ban đêm, Đô đốc Ingenohl ra lệnh cho lực lượng dưới quyền rút lui. Hipper không biết được việc Ingenohl đã quay về, vẫn tiếp tục cuộc bắn phá theo kế hoạch. Khi đến bờ biển Anh Quốc, các tàu chiến-tuần dương của Hipper tách làm hai nhóm. Seydlitz, Moltke và Blücher vòng lên phía Bắc bắn phá Hartlepool, trong khi Von der Tann và Derfflinger đi về phía Nam để bắn phá Scarborough và Whitby. Trong quá trình bắn phá Hartlepool, Moltke bị bắn trúng một quả đạn pháo 6 in (15 cm) từ một khẩu đội phòng thủ duyên hải trên bờ, gây hư hại nhẹ cho sàn tàu nhưng không có thương vong. Blücher bị bắn trúng sáu lần, còn Seydlitz ba lần từ các khẩu đội phòng thủ duyên hải. Đến 09 giờ 45 phút ngày 16 tháng 12, hai nhóm hội quân trở lại và rút lui về phía Đông.

Sự bố trí của Hạm đội Biển khơi vào sáng ngày 16 tháng 12

Vào lúc này, các tàu chiến-tuần dương của Đô đốc Beatty đang ở vào vị trí ngăn chặn đường rút lui mà Hipper chọn, trong khi các lực lượng khác đang trên đường khép chặt vòng vây. Lúc 12 giờ 25 phút, các tàu tuần dương hạng nhẹ của Đội Tuần tiễu 2 bắt đầu vượt qua lực lượng Anh để tìm kiếm Hipper. Một trong các tàu tuần dương của Hải đội Tuần dương nhẹ 2 của Anh phát hiện Stralsund và đã thông báo cho Beatty. Đến 12 giờ 30 phút, Beatty cho quay mũi các tàu chiến-tuần dương dưới quyền về phía các con tàu Đức; ông dự đoán rằng những tàu tuần dương này là lực lượng mở đường cho các con tàu của Hipper, nhưng thực ra chúng đang ở khoảng 50 km (31 dặm) về phía trước. Hải đội Tuần dương nhẹ 2, vốn là lực lượng hộ tống cho các tàu của Beatty, được cho tách ra để săn đuổi các tàu tuần dương Đức. Tuy nhiên, một tín hiệu truyền đi từ các tàu chiến-tuần dương Anh được diễn dịch sai đã khiến chúng quay trở lại vị trí hộ tống. Sự lẫn lộn này cho phép các tàu tuần dương hạng nhẹ Đức thoát được và báo động cho Hipper vị trí của các tàu chiến-tuần dương Anh. Lực lượng tàu chiến-tuần dương Đức rẽ lên phía Đông Bắc của lực lượng Anh và thoát được.
Cả hai phía Anh và Đức đều thất vọng vì không thể đối đầu hiệu quả với đối phương. Uy tín của Đô đốc Ingenohl bị ảnh hưởng nghiêm trọng, nhiều người trong Hải quân Đức đã giận dữ đối với sự nhút nhát của Ingenohl. Đại Đô đốc (Großadmiral) Alfred von Tirpitz lưu ý rằng "Vào ngày 16 tháng 12, số phận của nước Đức đã nằm trong lòng bàn tay của Ingenohl. Cảm xúc của tôi trào dâng mỗi khi nghĩ đến điều đó". Thuyền trưởng của Moltke thậm chí còn gay gắt hơn; ông cho rằng Ingenohl đã rút lui "vì ông lo sợ mười một chiếc tàu khu trục Anh vốn có thể loại bỏ dễ dàng... dưới sự lãnh đạo như thế này chúng ta sẽ chẳng đạt được gì." Lịch sử chính thức của Hải quân Đức phê phán Ingenohl đã không sử dụng lực lượng hạng nhẹ của mình để thăm dò quy mô lực lượng của hạm đội Anh, cho rằng: "Ông đưa ra quyết định không chỉ gây nguy hại đáng kể cho lực lượng phía trước ngoài khơi bờ biển Anh, mà còn cất đi khỏi Hạm đội Đức một thắng lợi chắc chắn và đáng kể."

### Trận Dogger Bank

SMS Moltke trên đường đi

Vào đầu tháng 1 năm 1915, tin tức cho biết các tàu chiến Anh tiến hành trinh sát tại khu vực Dogger Bank. Đô đốc Ingenohl thoạt tiên do dự không muốn tiêu diệt các lực lượng này, do Đội Tuần tiễu 1 tạm thời bị yếu kém trong khi Von der Tann đi vào ụ tàu để bảo trì định kỳ. Tuy nhiên, Chuẩn đô đốc Richard Eckermann, Tham mưu trưởng Hạm đội Biển khơi, cứ nhất định đòi thự hiện chiến dịch, nên Ingenohl bị thuyết phục và ra lệnh cho Hipper đưa các tàu chiến-tuần dương còn lại dưới quyền đến Dogger Bank. Ngày 23 tháng 1, Hipper khởi hành với cờ hiệu của mình trên chiếc Seydlitz, được tiếp nối bởi  Moltke, Derfflinger và Blücher cùng các tàu tuần dương hạng nhẹ Graudenz, Rostock, Stralsund và Kolberg và 19 tàu phóng lôi thuộc các chi hạm đội 2, 5 và bán-chi hạm đội 18. Graudenz và Stralsund được phái đi hộ tống phía trước hải đội, trong khi Rostock và Kolberg lần lượt được phân sang mạn phải và mạn trái tương ứng, mỗi tàu tuần dương hạng nhẹ có một bán-chi hạm đội tàu phóng lôi phối thuộc.
Một lần nữa, việc chặn và giải mã các tín hiệu vô tuyến của Đức lại đóng một vai trò quan trọng. Cho dù Phòng 40 không thể biết được chính xác về kế hoạch, họ vẫn có thể suy luận là Hipper sẽ thực hiện một chiến dịch tại Dogger Bank. Để đối phó, Hải đội Tàu chiến-Tuần dương 1 dưới quyền Đô đốc Beatty, Hải đội Tàu chiến-Tuần dương 2 dưới quyền Chuẩn đô đốc Archibald Moore và Hải đội Tuần dương nhẹ 2 dưới quyền Thiếu tướng Hải quân William Goodenough được huy động để hội quân với Lực lượng Harwich của Thiếu tướng Hải quân Reginald Tyrwhitt lúc 08 giờ 00 ngày 24 tháng 1 tại một vị trí cách khoảng 30 mi (48 km) về phía Bắc Dogger Bank.
Lúc 08 giờ 14 phút, Kolberg nhìn thấy tàu tuần dương hạng nhẹ Aurora cùng nhiều tàu khu trục thuộc Lực lượng Harwich. Aurora thách thức Kolberg khi chiếu đèn pha vào nó, lúc mà Kolberg tấn công Aurora và ghi được hai phát trúng đích; Aurora bắn trả và cũng bắn trúng hai phát vào Kolberg. Hipper lập tức hướng các tàu chiến-tuần dương dưới quyền hướng về phía có tiếng súng nổ, trong khi hầu như ngay lúc đó, Stralsund nhìn thấy một lượng khói lớn ở về hướng Tây Bắc vị trí của nó. Đây được nhận định là một số lượng lớn tàu chiến Anh đang hướng về phía các con tàu của Hipper.
Hipper quay mũi về phía Nam để tháo chạy, nhưng bị giới hạn ở 23 hải lý trên giờ (43 km/h), là tốc độ tối đa của chiếc tàu tuần dương bọc thép Blücher cũ hơn. Các tàu chiến-tuần dương Anh đuổi theo với tốc độ 27 hải lý trên giờ (50 km/h), và nhanh chóng bắt kịp các con tàu Đức. Lúc 09 giờ 52 phút, tàu chiến-tuần dương Lion khai hỏa nhắm vào Blücher ở khoảng cách 20.000 yd (18.000 m); không lâu sau đó, Queen Mary và Tiger cũng nổ súng. Đến 10 giờ 09 phút, các tàu chiến Anh ghi được phát bắn trúng đích đầu tiên vào Blücher; hai phút sau, các tàu Đức bắt đầu bắn trả, chủ yếu tập trung hỏa lực vào Lion, ở khoảng cách 18.000 yd (16.000 m). Lúc 10 giờ 28 phút, Lion bị bắn trúng bên dưới mực nước, vốn phá toang một lỗ hổng bên mạn tàu và làm ngập một khoang chứa than. Đến 10 giờ 30 phút, tàu chiến-tuần dương New Zealand, chiếc thứ tư trong hàng chiến trận của Beatty, tiến đến trong tầm bắn với Blücher và bắt đầu nổ súng. Lúc 10 giờ 35 phút, khoảng cách giữa hai bên được rút ngắn còn 17.500 yd (16.000 m), khi mà toàn bộ hàng chiến trận Đức nằm trong tầm bắn hiệu quả của các con tàu Anh, Beatty ra lệnh "Đối đầu với tàu tương đương trong hàng chiến trận đối phương". Tuy nhiên, vị chỉ huy của Tiger, Đại tá Pelly, tin rằng Indomitable đã giao chiến cùng với Blücher, nên đã bắn vào Seydlitz giống như chiếc Lion đã làm, để lại Moltke không bị kháng cự và vẫn có thể tiếp tục bắn vào Lion mà không gặp khó khăn.
Đến 10 giờ 40 phút, một quả đạn pháo 13,5 in (34 cm) của Lion bắn trúng Seydlitz gây một vụ nổ suýt trở thành tai họa, đã loại bỏ khỏi vòng chiếc cả hai tháp pháo phía sau và khiến 159 người thiệt mạng. Thảm họa đã được tránh khỏi nhờ vị sĩ quan cao cấp đã ra lệnh làm ngập nước cả hai hầm đạn nhằm tránh lóe lửa đạn vốn đã có thể hủy diệt con tàu. Vào lúc này các tàu chiến-tuần dương Đức tập trung hỏa lực nhắm vào Lion, liên tiếp bắn trúng nhiều phát. Lúc 11 giờ 10 phút, một quả đạn pháo 11 in (28 cm) từ Seydlitz bắn trúng Lion, làm hỏng hai trong số các máy phát điện của nó. Đến 11 giờ 18 phút, Lion bị bắn trúng hai quả đạn pháo 12 in (30 cm) từ Derfflinger, trong đó một phát trúng mạn trái bên dưới mực nước và xuyên thủng đai giáp, khiến nước biển tràn vào thùng cấp nước bên mạn trái. Chính phát đạn pháo này đã đánh hỏng Lion khi buộc nó phải tắt động cơ do nhiễm nước mặn vào bộ ngưng tụ hơi nước phụ.
Vào lúc này, Blücher bị hư hại nặng sau trúng nhiều phát đạn pháo hạng nặng. Tuy nhiên, cuộc săn đuổi kết thúc khi có nhiều báo cáo về hoạt động của tàu ngầm U-boat phía trước các con tàu Anh; Beatty nhanh chóng ra lệnh cơ động lẩn tránh, cho phép các con tàu Đức gia tăng khoảng cách với những kẻ săn đuổi. Vào lúc này, máy phát điện cuối cùng của Lion còn hoạt động bị hỏng nốt, làm giảm tốc độ xuống còn 15 knot. Bên trên chiếc soái hạm Lion bị hư hỏng, Beatty ra lệnh cho các tàu chiến-tuần dương còn lại "Tấn công đoạn hậu đối phương", nhưng sự nhầm lẫn trong việc truyền tín hiệu đã khiến các con tàu chỉ tập trung hỏa lực nhắm vào Blücher, cho phép Moltke, Seydlitz và Derfflinger chạy thoát. Đến khi Beatty nắm lại được quyền chỉ huy các con tàu sau khi chuyển qua Princess Royal, lực lượng Anh không thể bắt kịp các con tàu Đức đã ở khoảng cách quá xa, và đến 13 giờ 50 phút, ông từ bỏ việc săn đuổi.

### Trận chiến vịnh Riga
Vào ngày 3 tháng 8 năm 1915, Moltke được chuyển sang khu vực vịnh Baltic cùng với Đội Trinh sát 1 để tham gia cuộc xâm nhập vịnh Riga. Ý định của Hải quân Đức là nhằm tiêu diệt lực lượng Hải quân Nga tại khu vực này, kể cả chiếc thiết giáp hạm tiền-dreadnought Slava, và sử dụng tàu rải mìn Deutschland phong tỏa lối ra vào eo biển Moon bằng thủy lôi. Lực lượng Đức, dưới quyền chỉ huy của Phó đô đốc Hipper, bao gồm bốn thiết giáp hạm lớp Nassau và bốn chiếc lớp Helgoland, các tàu chiến-tuần dương Moltke, Von der Tann và Seydlitz cùng một số tàu nhỏ.
Ngày 8 tháng 8, nỗ lực đầu tiên để quét sạch vịnh Riga được tiến hành. Các thiết giáp hạm cũ Braunschweig và Elsass giữ chân Slava trong vịnh trong khi các tàu quét mìn dọn sạch một lối đi ngang vành đai thủy lôi phía trong. Trong giai đoạn này, phần còn lại của hạm đội Đức ở lại phía ngoài biển Baltic bảo vệ chống lại các đơn vị các của hạm đội Nga. Tuy nhiên, đêm xuống nhanh khiến Deutschland không thể rải mìn lối ra vào eo biển Moon kịp thời, nên hoạt động bị hủy bỏ.
Ngày 16 tháng 8, một nỗ lực xâm nhập lần thứ hai được thực hiện. Các thiết giáp hạm dreadnought Nassau và Posen, bốn tàu tuần dương hạng nhẹ và 31 tàu phóng lôi được huy động để vượt qua vòng phòng thủ vịnh. Nassau và Posen đã đấu pháo tay đôi với Slava, bắn trúng chiếc tàu chiến Nga ba phát buộc nó phải rút lui. Sau ba ngày, các bãi mìn Nga được dọn sạch và đến ngày 19 tháng 8 hải đội tiến vào vịnh Riga, nhưng những báo cáo về hoạt động của tàu ngầm Đồng Minh trong khu vực đã buộc phía Đức phải rút lui khỏi vịnh vào ngày hôm sau.
Trong suốt chiến dịch, Moltke ở lại phía ngoài biển Baltic hỗ trợ cho cuộc tấn công vào vịnh Riga. Sáng ngày 19 tháng 8, Moltke trúng phải ngư lôi phóng từ tàu ngầm Anh E1. Quả ngư lôi đã không được phát hiện cho đến khi chỉ còn cách con tàu 200 yd (180 m), không còn đủ thời gian để cơ động né tránh, và con tàu đã bị đánh trúng vào phòng ngư lôi phía mũi tàu. Vụ nổ đã làm hư hại nhiều quả ngư lôi, nhưng may mắn là chúng không bị kích nổ. Tám người thiệt mạng, và bị ngập khoảng khoảng 435 tấn (480 tấn Mỹ) nước. Moltke được sửa chữa tại xưởng tàu Blohm & Voss ở Hamburg từ ngày 23 tháng 8 đến ngày 20 tháng 9.

### Bắn phá Yarmouth và Lowestoft
Moltke cũng tham gia cuộc bắn phá Yarmouth và Lowestoft vào ngày 24–25 tháng 4. Đô đốc Hipper đang nghỉ phép do bệnh, nên các con tàu Đức được đặt dưới quyền chỉ huy của Chuẩn đô đốc Friedrich Bödicker. Các tàu chiến-tuần dương Derfflinger, Lützow, Moltke, Seydlitz và Von der Tann rời Jade Estuary lúc 10 giờ 55 phút ngày 24 tháng 4, được hỗ trợ bởi một lực lượng hộ tống bao gồm sáu tàu tuần dương hạng nhẹ và hai chi hạm đội tàu phóng lôi. Các đơn vị hạng nặng của Hạm đội Biển khơi lên đường lúc 13 giờ 40 phút, với mục đích hỗ trợ từ xa cho các con tàu của Bödicker. Bộ Hải quân Anh đã biết được việc xuất quân của Đức nhờ thu thập tình báo vô tuyến, nên đã cho bố trí Hạm đội Grand lúc 15 giờ 50 phút.
Đến 14 giờ 00, các con tàu của Bödicker đến một địa điểm ngoài khơi Norderney, nơi ông quay mũi các con tàu về phía Bắc nhằm tránh các trinh sát viên Hà Lan trên đảo Terschelling. Lúc 15 giờ 38 phút, Seydlitz trúng phải một quả mìn, làm thủng một lỗ trên lườn tàu kéo dài 15 m (49 ft) ngay phía sau ống phóng ngư lôi bên mạn phải, và khiến khoảng 1.400 t (1.400 tấn Anh; 1.500 tấn Mỹ) nước tràn vào trong con tàu. Seydlitz phải quay trở lại, cùng với các tàu tuần dương hạng nhẹ theo hộ tống, ở tốc độ 15 kn (28 km/h). Bốn chiếc tàu chiến-tuần dương kia lập tức chuyển về phía Nam hướng đến Norderney nhằm tránh các quả mìn khác. Đến 16 giờ 00, Seydlitz thoát khỏi nguy hiểm trước mắt, nên nó dừng lại để Bödicker rời tàu, và chiếc tàu phóng lôi V28 đưa vị đô đốc trở lại chiếc Lützow.
Lúc 04 giờ 50 phút ngày 25 tháng 4, các tàu chiến-tuần dương Đức tiếp cận Lowestoft khi các tàu tuần dương hạng nhẹ Rostock và Elbing đang hộ tống phía bên sườn Nam trông thấy các tàu tuần dương hạng nhẹ và tàu khu trục thuộc lực lượng Harwich dưới quyền Thiếu tướng Hải quân Reginald Tyrwhitt. Bödicker, không bị thu hút bởi các con tàu Anh, tiếp tục ra lệnh xoay khẩu pháo của các con tàu dưới quyền nhắm vào Lowestoft. Hai khẩu đội pháo 6 inch (15 cm) bờ biển bị phá hủy cùng một số thiệt hại cho chính thị trấn. Trong lúc bắn pháo, một phát đạn pháo 6 inch phòng thủ duyên hải duy nhất đã đánh trúng Moltke, nhưng con tàu không bị hư hại gì đáng kể.
Lúc 05 giờ 20 phút, các tàu bắn phá Đức quay mũi về phía Bắc hướng về Yarmouth, đến nơi lúc 05 giờ 42 phút. Tầm nhìn kém đến mức mỗi chiếc tàu Đức chỉ có thể bắn một loạt đạn pháo, ngoại trừ Derfflinger đã bắn 14 phát đạn từ dàn pháo chính. Chúng quay đầu trở lại hướng Nam, và đến 05 giờ 47 phút lại bắt gặp Lực lượng Harwich lần thứ hai, vốn đã bị đối đầu bởi sáu chiếc tàu tuần dương hạng nhẹ theo hộ tống. Các con tàu của Bödicker nổ súng ở khoảng cách 12.000 m (13.000 yd). Tyrwhitt lập tức quay mũi các con tàu của mình và thoát về phía Nam, nhưng chỉ sau khi chiếc tàu tuần dương Conquest chịu đựng hư hại nặng. Do các báo cáo về tàu ngầm Anh và các cuộc tấn công bằng ngư lôi, Bödicker bỏ dỡ việc truy đuổi quay mũi về phía Đông hướng đến Hạm đội Biển khơi. Vào lúc này, Scheer được cảnh báo về việc Hạm đội Grand đã khởi hành từ Scapa Flow nên cũng quay trở lại vùng biển Đức.

### Trận Jutland

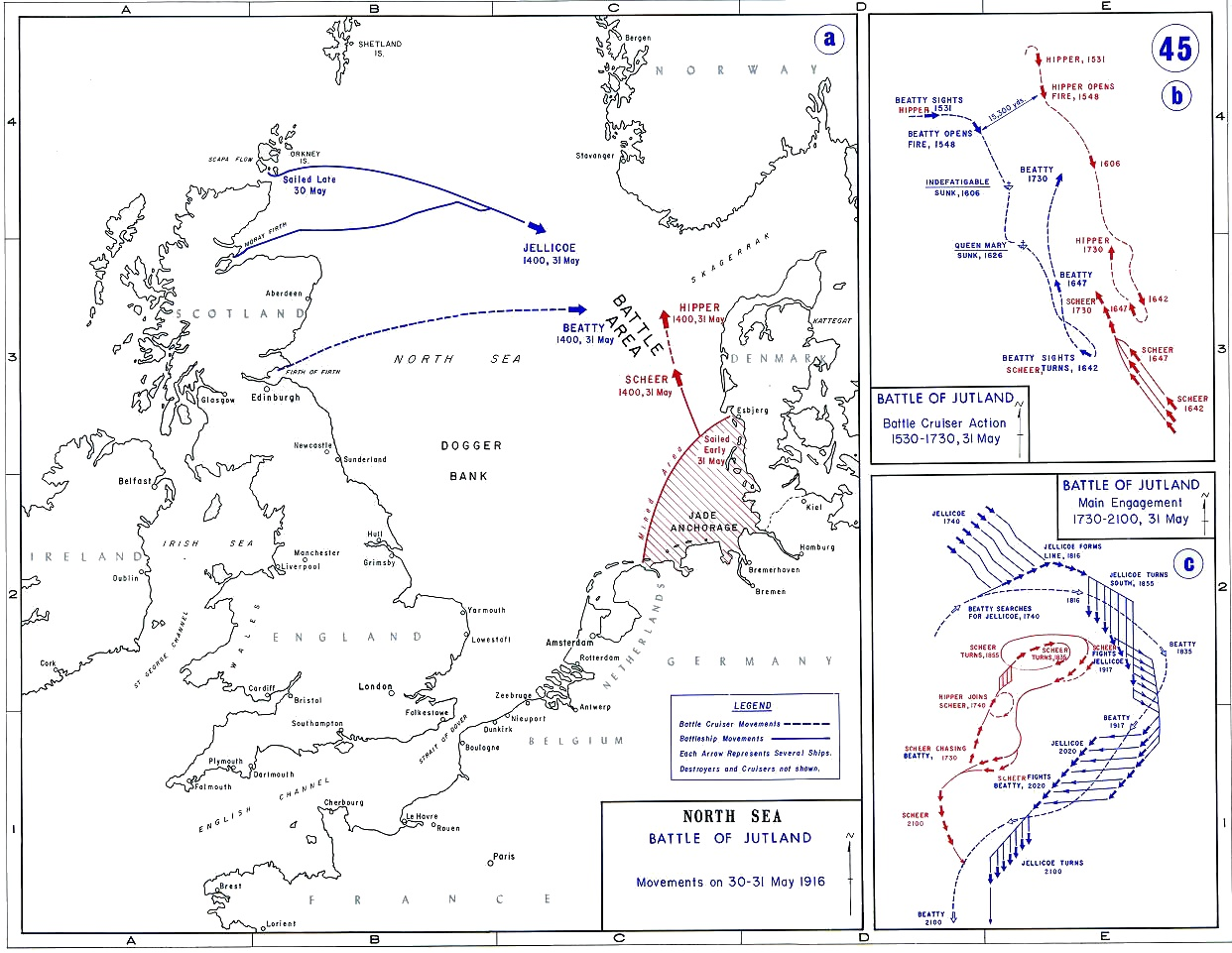
Bản đồ trình bày sự cơ động của hạm đội Anh (xanh) và Đức (đỏ) trong ngày 31 tháng 5–1 tháng 6 năm 1916.

Moltke cùng các tàu chiến-tuần dương khác thuộc Đội Tuần tiễu 1 dưới quyền Hipper đã thả neo phía bên ngoài vũng biển Jade trong đêm 30 tháng 5 năm 1916. Sáng hôm sau, lúc 02 giờ 00 giờ Trung Âu, các con tàu chậm rãi hướng đến Skagerrak với tốc độ 16 hải lý trên giờ (30 km/h). Moltke là chiếc thứ tư trong hàng chiến trận bao gồm năm chiếc, dẫn trước Von der Tann và phía sau Seydlitz. Đội Tuần tiễu 2, bao gồm các tàu tuần dương hạng nhẹ Frankfurt (soái hạm của Chuẩn đô đốc Bödicker), Wiesbaden, Pillau và Elbing cùng 30 tàu phóng lôi thuộc các chi hạm đội 2, 6 và 9, tháp tùng theo lực lượng của Hipper.
Một giờ rưỡi sau đó, phần chủ lực của Hạm đội Biển khơi dưới quyền chỉ huy của Đô đốc Reinhard Scheer rời Jade Estuary, một lực lượng bao gồm 16 thiết giáp hạm dreadnought có sự tháp tùng của Đội Tuần tiễu 4 bao gồm các tàu tuần dương hạng nhẹ Stettin, München, Hamburg, Frauenlob và Stuttgart cùng 31 tàu phóng lôi thuộc các chi hạm đội 1, 3, 5 và 7, do Rostock dẫn đầu. Sáu chiếc thiết giáp hạm tiền-dreadnought thuộc Hải đội Chiến trận 2 cũng khởi hành từ Elbe roads lúc 02 giờ 45 phút và gặp gỡ hạm đội chiến trận lúc 05 giờ 00.
Không lâu trước 16 giờ 00, lực lượng của Hipper đã đụng độ với Hải đội Tàu chiến-Tuần dương của Đô đốc David Beatty. Các con tàu Đức là những chiếc đã nổ súng đầu tiên, ở cự ly khoảng 14.000 m (15.000 yd). Khi các con tàu Anh bắt đầu bắn trả, sự lẫn lộn mục tiêu giữa các tàu chiến-tuần dương Anh đã khiến Moltke bị đối đầu bởi cả New Zealand lẫn Tiger. Các máy đo tầm xa phía Anh đã đo sai khoảng cách đến các mục tiêu Đức, nên loạt đạn pháo đầu tiên do các tàu Anh bắn trượt quá một hải lý đối với các tàu chiến-tuần dương Đức. Lúc 16 giờ 52 phút, Moltke bắn trúng hai phát đạn pháo hạng nặng, nhưng không gây hư hại nào nghiêm trọng; sau đó bắn thêm bốn quả đạn pháo, có hai quả trúng đồng thời vào giữa tàu và các tháp pháo phía sau, loại cả hai tháp pháo khỏi vòng chiến một thời gian đáng kể trong trận chiến.

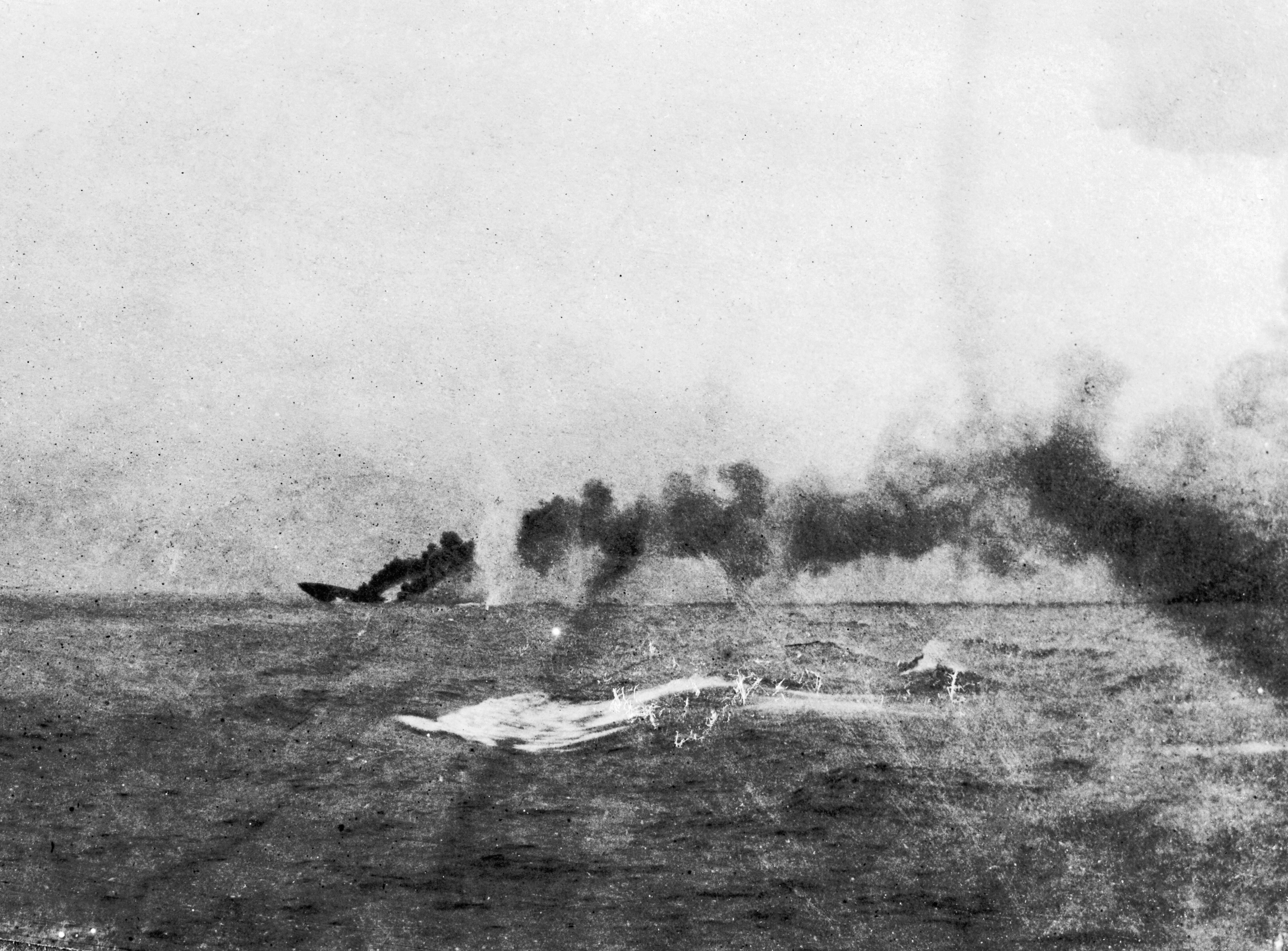
HMS Indefatigable bị phá hủy

Khoảng 15 phút sau đó, tàu chiến-tuần dương Anh Indefatigable bất ngờ bị Von der Tann tiêu diệt. Không lâu sau đó, Moltke phóng bốn quả ngư lôi nhắm vào Queen Mary ở khoảng cách 11.500–10.400 thước Anh (10.500–9.500 m). Điều này đã khiến hành chiến trận Anh bị xáo trộn do các quả ngư lôi được tin là đã được phóng từ các tàu ngầm U-boat. Vào lúc này, các tàu chiến-tuần dương của Hipper lọt vào tầm pháo của Hải đội Chiến trận 5 của Anh gồm các thiết giáp hạm mới thuộc lớp Queen Elizabeth trang bị pháo 15 in (38 cm) mạnh mẽ. Lúc 17 giờ 06 phút, Barham nổ súng nhắm vào Von der Tann; rồi vài phút sau đó có sự tham gia của Valiant, Malaya và Warspite; các con tàu tập trung hỏa lực nhắm vào Von der Tann và Moltke. Đến 17 giờ 16 phút, một quả đạn pháo 15 inch từ các thiết giáp hạm nhanh đã đánh trúng Moltke, nơi nó xuyên thủng một khoang chứa than và lọt vào sàn tháp pháo ụ, làm kích nổ đạn pháo hạng nhẹ chứa tại đây. Vụ nổ làm cháy thang nâng tiếp đạn cho đến tận hầm đạn.
Von der Tann và Moltke thay đổi tốc độ và hướng đi, thoát khỏi tầm ngắm của Hải đội Chiến trận 5 để các con tàu bị đánh tơi tả có chút thời gian nghỉ ngơi. Trong khi Von der Tann và Moltke thu hút hỏa lực của Hải đội Chiến trận 5, Seydlitz và Derfflinger có thể tập trung hỏa lực của chúng nhắm vào các tàu chiến–tuần dương Anh, và từ 17 giờ 25 phút đến 17 giờ 30 phút, ít nhất năm quả đạn pháo của Seydlitz và Derfflinger đã đánh trúng Queen Mary, gây một vụ nổ tai họa vốn đã phá hủy con tàu. Chỉ huy của Moltke, Đại tá Hải quân (Kapitän zur See) von Karpf nhớ lại: "Các loạt đạn pháo của đối phương rơi chính xác và gần, được bắn nối tiếp nhau với tốc độ nhanh; việc luyện tập tác xạ thật xuất sắc!"
Đến 19 giờ 30 phút, Hạm đội Biển khơi, vốn cho đến lúc đó vẫn đang săn đuổi các tàu chiến–tuần dương Anh, vẫn chưa đụng độ với Hạm đội Grand. Scheer đã cân nhắc đến việc cho rút lui các lực lượng của mình trước khi bóng đêm phô bày các con tàu ra trước các cuộc tấn công của tàu phóng lôi. Tuy nhiên, ông chưa kịp đưa ra quyết định khi các thiết giáp hạm dẫn đầu của mình bắt đầu đối địch với thành phần chủ lực của Hạm đội Grand. Sự phát triển này khiến cho Scheer không thể rút lui, vì như vậy sẽ phải hy sinh các thiết giáp hạm tiền-dreadnought cũ hơn của Hải đội Chiến trận 2, còn nếu sử dụng các thiết giáp hạm dreadnought và tàu chiến-tuần dương hỗ trợ cho việc rút lui của chúng sẽ phô bày những con tàu mạnh nhất của mình ra trước hỏa lực áp đảo của phía Anh. Thay vào đó, Scheer ra lệnh cho các con tàu dưới quyền bẻ lái 16 point sang mạn phải, đưa những chiếc thiết giáp hạm tiền-dreadnought về một vị trí tương đối an toàn bên phía rút lui của hàng chiến trận Đức.
Moltke và các tàu chiến-tuần dương khác tiếp nối theo việc chuyển hướng, đưa chúng đến phía sau König. Các con tàu bị đánh tơi tả của Hipper có được một khoảng thời gian nghỉ ngơi. Việc không chắc chắn về vị trí chính xác và hướng đi của các con tàu của Scheer đã khiến Đô đốc Anh John Jellicoe quay mũi các con tàu dưới quyền về phía Đông, về hướng mà ông nghỉ có thể là con đường rút lui của phía Đức. Thay vì vậy, hạm đội Đức đang di chuyển về hướng Tây, nhưng Scheer lại ra lệnh bẻ lái 16 point lần thứ hai, lộn ngược lại và hướng thẳng các con tàu của ông vào ngay giữa hạm đội Anh. Hạm đội Đức phải chịu đựng hỏa lực ác liệt từ hàng chiến trận Anh, và Scheer tung ra Moltke, Von der Tann, Seydlitz và Derfflinger hướng về phía hạm đội Anh với tốc độ cao, tìm cách phá vỡ đội hình của chúng tranh thủ thời gian cho lực lượng chính của mình rút lui. Lúc 20 giờ 17 phút, các tàu chiến-tuần dương Đức tiến đến gần chiếc Colossus ở khoảng cách 7.700 yd (7.000 m), lúc mà Scheer chỉ thị cho các con tàu đối đầu với chiếc dẫn đầu của hàng chiến trận Anh. Tuy nhiên, ba phút sau đó, các tàu chiến-tuần dương Đức quay mũi rút lui dưới sự che chở của một cuộc tấn công của tàu phóng lôi.
Sự tạm ngừng chiến trận vào lúc trời sụp tối cho phép Moltke và các tàu chiến-tuần dương Đức cắt bỏ các mảnh xác tàu làm kẹt tháp pháo, dập tắt các đám cháy, sửa chữa thiết bị điều khiển hỏa lực và tín hiệu, và chuẩn bị đèn pha cho các hoạt động đêm. Vào giai đoạn này, hạm đội Đức được tái tổ chức thành đội hình chặt chẽ theo thứ tự lộn ngược, khi lực lượng hạng nhẹ Đức đụng độ với các tàu hộ tống Anh không lâu sau 21 giờ 00. Cuộc đấu pháo mới đã thu hút sự chú ý của Beatty, nên ông chuyển hướng các tàu chiến-tuần dương về phía Tây. Lúc 21 giờ 09 phút, ông trông thấy các tàu chiến-tuần dương Đức, tiếp cận đến gần ở khoảng cách 8.500 thước Anh (7.800 m) trước khi nổ súng lúc 21 giờ 20 phút. Cuộc tấn công từ các tàu chiến-tuần dương Anh đã gây bất ngờ hoàn toàn cho Hipper, vốn đang trong quá trình chuyển sang Moltke trên chiếc tàu phóng lôi G39. Các con tàu Đức bắn trả bằng mọi khẩu pháo có được, và đến 21 giờ 32 phút đã bắn trúng cả Lion lẫn Princess Royal trong bóng đêm. Việc cơ động của các tàu chiến-tuần dương Đức đã buộc Hải đội Chiến trận 1 (Đức) phải quay sang phía Tây để tránh va chạm; điều này đã đưa các thiết giáp hạm tiền-dreadnought thuộc Hải đội Chiến trận 2 lên ngay phía sau các tàu chiến-tuần dương, ngăn trở các con tàu Anh săn đuổi các tàu chiến-tuần dương Đức khi chúng quay mũi về phía Nam. Các tàu chiến-tuần dương Anh nổ súng vào các thiết giáp hạm cũ, phía Đức đổi hướng về phía Tây Nam để xoay mọi khẩu pháo hướng vào các con tàu Anh.
Đến 22 giờ 15 phút, Hipper cuối cùng cũng chuyển sang được Moltke và ra lệnh cho các con tàu dưới quyền di chuyển với tốc độ 20 hải lý trên giờ (37 km/h) về phía hàng chiến trận Đức. Tuy nhiên, chỉ có Moltke và Seydlitz đủ khả năng làm theo mệnh lệnh; Derfflinger và Von der Tann chỉ có thể di chuyển tối đa 18 knot, và bị tụt lại phía sau. Moltke và Seydlitz đang trong quá trình di chuyển đến trước hàng chiến trận khi chúng áp sát Stettin, buộc chiếc tàu tuần dương hạng nhẹ phải bất ngờ giảm tốc độ để tránh va chạm; điều này đã buộc các tàu tuần dương hạng nhẹ Frauenlob, Stuttgart và München phải bẻ lái sang mạn trái, đưa chúng tiến đến gần và đụng độ với Hải đội Tuần dương nhẹ 2 (Anh). Ở khoảng cách 800 thước Anh (730 m), các tàu tuần dương của cả hai phía bắn loạn xạ vào nhau. Chuẩn đô đốc Ludwig von Reuter quyết định tìm cách nhữ các tàu tuần dương Anh về phía Moltke và Seydlitz. Tuy nhiên, hầu như cùng lúc đó, các con tàu Anh bị hư hại nặng rút ra khỏi cuộc chiến. Khi các tàu tuần dương đang tách xa nhau, một quả ngư lôi phóng từ Southampton đã đánh trúng Frauenlob, khiến nó nổ tung. Đội hình Đức bị rối loạn, và trong cảnh lẫn lộn đó, Seydlitz mất dấu Moltke; Seydlitz không còn khả năng theo kịp tốc độ 22 hải lý trên giờ (41 km/h) của Moltke, nên tách ra một mình và hướng đến hải đăng Horns Reef một cách độc lập.
Lúc 23 giờ 30 phút, Moltke bắt gặp bốn thiết giáp hạm dreadnought Anh từ đoạn hậu của Hải đội Chiến trận 2. Chỉ huy của Moltke, Đại tá von Karpf, ra lệnh cho con tàu đổi hướng tránh xa, hy vọng mình không bị phát hiện. Các con tàu Anh trong thực tế đã nhìn thấy Moltke nhưng đã quyết định không nổ súng vì không muốn bộc lộ vị trí của mình ra trước toàn bộ hạm đội Đức. Lúc 23 giờ 55 phút, và một lần nữa lúc 00 giờ 20 phút, Đại tá von Karpf cố tìm một con đường băng ngang hạm đội Anh, nhưng cả hai lần đều không thể thực hiện. Chỉ đến 01 giờ 00 rạng sáng ngày 1 tháng 6, sau khi di chuyển xa phía trước Hạm đội Grand, Moltke mới có khả năng thoát được sự truy đuổi.

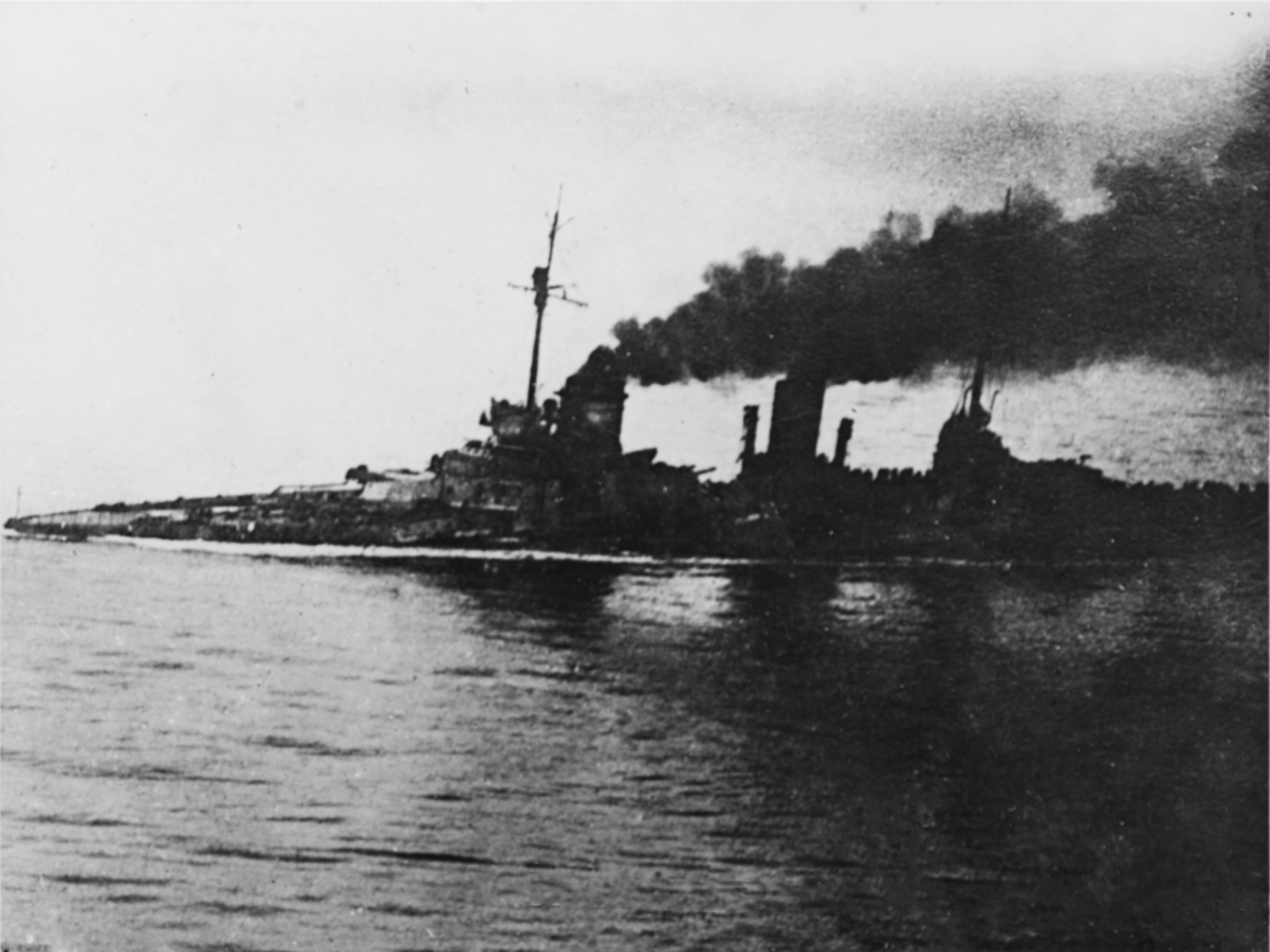
Seydlitz bị hư hại nặng quay trở về cảng sau trận chiến

Vào cuối trận chiến, lúc 03 giờ 55 phút, Hipper chuyển một báo cáo cho đô đốc Scheer thông báo cho ông những hư hỏng nặng nề mà các con tàu dưới quyền phải chịu đựng. Vào lúc đó Derfflinger và Von der Tann mỗi chiếc chỉ có hai khẩu pháo còn khả năng hoạt động, Moltke bị ngập khoảng 1.000 tấn nước, và Seydlitz bị hư hại nặng. Hipper báo cáo: "Đội Tuần tiễu 1 do đó không còn là một đơn vị chiến đấu hiệu quả, nên được Tổng tư lệnh chỉ thị quay trở về cảng, trong khi bản thân ông chờ đợi kết quả trận chiến ngoài khơi Horns Reef của hạm đội chiến trận."
Trong quá trình trận chiến, Moltke đã bắn trúng Tiger 13 lần còn bản thân nó bị đánh trúng bốn phát, tất cả đều là đạn pháo 15 in (38 cm). Khẩu pháo 15 cm số 5 bên mạn phải bị một phát đạn pháo 15 inch bắn trúng và bị loại khỏi vòng chiến cho đến hết trận chiến. Con tàu chịu tổn thất 16 người thiệt mạng và 20 người khác bị thương, hầu hết là do cú bắn trúng vào tháp pháo 15 cm. Việc ngập nước và biện pháp kiểm soát hư hỏng bằng cách cho ngập nước cân bằng đã khiến khoảng 1.000 tấn nước tràn vào con tàu.

### Các hoạt động sau cùng
Trong đợt xuất quân hạm đội vào ngày 18–19 tháng 8, Đội Tuần tiễu 1 dự định bắn phá thị trấn ven biển Anh Sunderland trong một nỗ lực lôi kéo và tiêu diệt một phần lực lượng tàu chiến-tuần dương Anh của đô đốc Beatty. Vì lực lượng chỉ còn lại hai tàu chiến-tuần dương có khả năng chiến đấu là Moltke và Von der Tann, ba thiết giáp hạm dreadnought được tăng cường cho Đội Tuần tiễu một trong chiến dịch này, bao gồm Markgraf, Großer Kurfürst và chiếc Bayern vừa mới đưa vào hoạt động. Đô đốc Scheer cùng với phần còn lại của Hạm đội Biển khơi, gồm 15 thiết giáp hạm dreadnought của chính nó, sẽ theo sau để hỗ trợ từ xa. Phía Anh, nhờ hoạt động tình báo vô tuyến, lại biết trước kế hoạch của Đức và cho Hạm đội Grand khởi hành để đón đầu. Đến 14 giờ 35 phút, Scheer được cảnh báo về việc Hạm đội Grand đang đến gần, và vì không sẵn lòng đối đầu với toàn bộ lực lượng đối phương chỉ 11 tuần sau khi kết thúc trận Jutland, đã cho quay mũi lực lượng dưới quyền rút lui về các cảng Đức.
Vào tháng 9 năm 1917, Đại tá von Karpf bàn giao quyền chỉ huy Moltke lại cho Đại tá Gygas. Từ tháng 9 đến tháng 10 năm 1917, chiếc tàu chiến-tuần dương tham gia Chiến dịch Albion hỗ trợ cho quân đội Đức chiếm các đảo Ösel, Dagö và Moon của Nga phía vòng ngoài vịnh Riga (ngày nay thuộc Estonia). Sau hoạt động thành công tại vùng biển Baltic, Moltke được cho tách ra để hỗ trợ Đội Trinh sát 2, nhưng đã không trực tiếp tham gia trận Heligoland Bight thứ hai.
Cuối năm 1917, Hạm đội Biển khơi bắt đầu các hoạt động cướp phá đoàn tàu vận tải tại Bắc Hải giữa Anh và Na Uy. Vào tháng 10 và tháng 12 năm 1917, hai đoàn tàu vận tải Anh đi đến Na Uy đã bị chặn đánh và tiêu diệt bởi các tàu tuần dương và tàu khu trục Đức, buộc đô đốc Beatty, giờ đây là Tổng tư lệnh Hạm đội Grand, phải cho tách ra nhiều thiết giáp hạm và tàu chiến-tuần dương để bảo vệ các đoàn tàu vận tải. Việc này đã phô bày cho đô đốc Scheer cơ hội mà ông đã chờ đợi trong suốt cuộc chiến tranh: khả năng cô lập và tiêu diệt từng phần Hạm đội Grand.
Lúc 05 giờ 00 ngày 23 tháng 4 năm 1918, Hạm đội Biển khơi rời cảng với ý định đánh chặn một trong các đoàn tàu vận tải được hộ tống mạnh mẽ. Liên lạc bằng vô tuyến được giữ ở mức tối thiểu nhằm ngăn phía Anh biết được về chiến dịch. Đến 05 giờ 10 phút ngày 24 tháng 4, Moltke gặp trục trặc động cơ: chân vịt phía ngoài bên mạn phải bị rơi ra khỏi trục, và trước khi turbine có thể dừng lại, một bánh răng hộp số bị phá hủy. Bánh răng bị phá hủy đã làm tung tóe mảnh sắt vào một buồng ngưng tụ hơi nước phụ, làm ngập nước phòng động cơ, khiến các trục chân vịt trung tâm và mạn phải ngừng hoạt động. Nước mặn tràn vào các nồi hơi, làm giảm tốc độ con tàu xuống chỉ còn 4 knot; đến 08 giờ 45 phút, thuyền trưởng của Moltke báo cáo lên Scheer con tàu của mình "ngoài khả năng kiểm soát" và cần được kéo quay trở về cảng. Lúc 09 giờ 38 phút, tàu tuần dương Strassburg tìm cách kéo con tàu, nhưng không thể thực hiện; lúc 10 giờ 13 phút, thiết giáp hạm dreadnought Oldenburg được cho tách ra khỏi hạm đội chiến trận để kéo Moltke quay trở về cảng. Đến 14 giờ 10 phút vẫn không tìm thấy đoàn tàu vận tải Anh, nên Scheer cho quay mũi Hạm đội Biển khơi trở về vùng biển Đức. Lúc 17 giờ 10 phút, động cơ của Moltke được sửa chữa tạm và nó có thể di chuyển ở tốc độ 17 knot. Đến 19 giờ 37 phút, tàu ngầm Anh E42 nhìn thấy con tàu và phóng một quả ngư lôi nhắm vào Moltke. Chiếc tàu chiến-tuần dương bị tràn khoảng 1.800 tấn nước, nhưng vẫn có thể quay trở về cảng bằng chính động lực của nó. Việc sửa chữa được tiến hành tại Xưởng tàu Đế chế ở Wilhelmshaven từ ngày 30 tháng 4 đến ngày 9 tháng 9 năm 1918.
Sau khi được sửa chữa, Moltke tham gia các hoạt động huấn luyện tại khu vực biển Baltic từ ngày 19 tháng 9 đến ngày 3 tháng 10. Bắt đầu từ ngày 1 tháng 11, nó phục vụ như là soái hạm của Đội Tuần tiễu 1 dưới quyền Chuẩn đô đốc von Reuter, sau khi tàu chiến-tuần dương Hindenburg phải vào ụ tàu để sửa chữa.

### Số phận

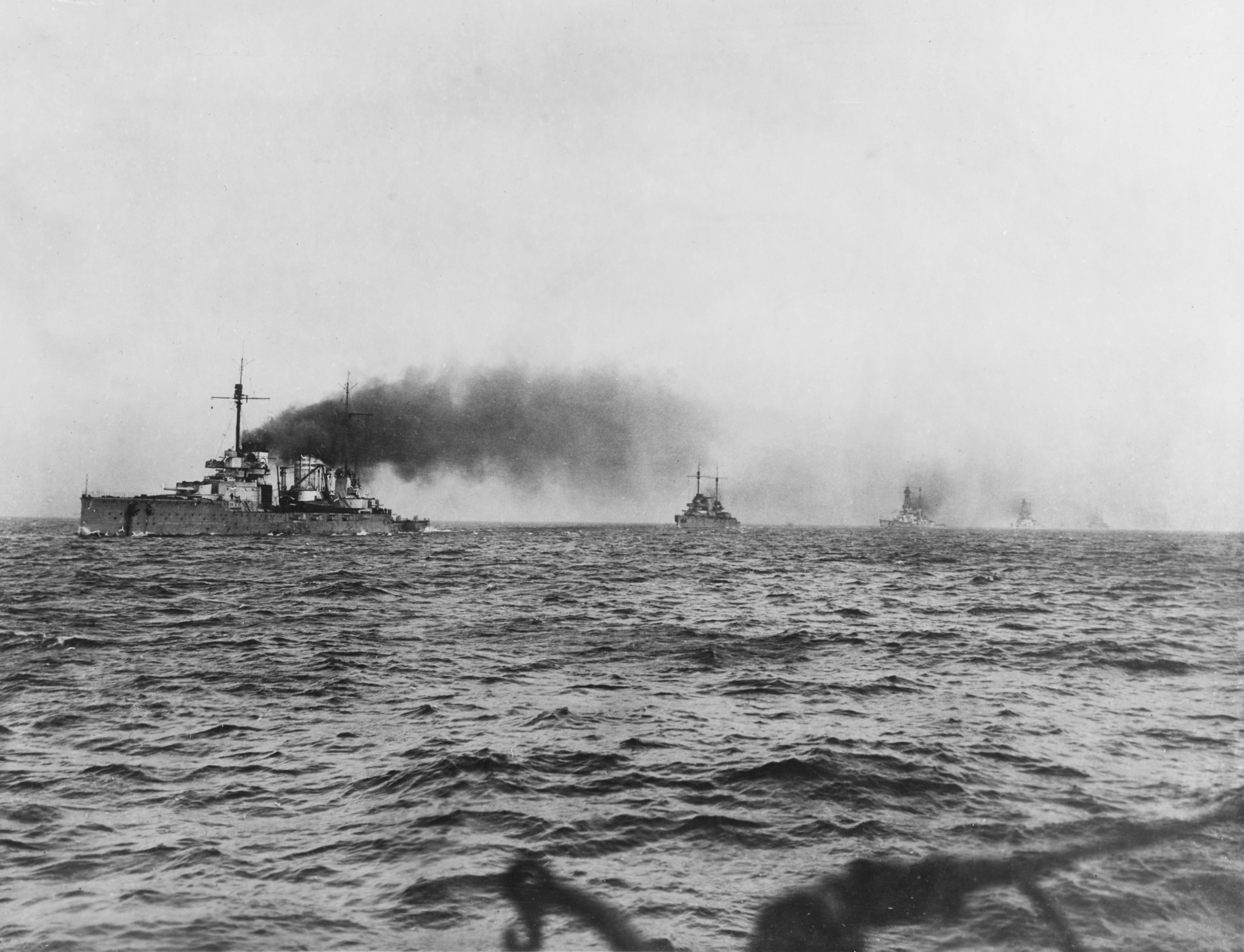
Seydlitz dẫn đầu các tàu chiến-tuần dương Đức trên đường đi Scapa Flow để bị lưu giữ; Moltke là chiếc thứ hai trong hàng

Moltke được dự định để tham gia hoạt động cuối cùng của hạm đội vào cuối tháng 10 năm 1918, không lâu trước khi Chiến tranh thế giới thứ nhất kết thúc. Phần lớn Hạm đội Biển khơi sẽ xuất phát từ căn cứ của chúng ở Wilhelmshaven để đối đầu với Hạm đội Grand của Anh; Reinhard Scheer, lúc này là Đại Đô đốc (Großadmiral) của Hạm đội, dự định gây tổn thất cho Hải quân Anh càng nhiều càng tốt nhằm duy trì một vị thế mặc cả tốt cho việc thương lượng hòa bình của Đức bất chấp tổn thất có thể phải chịu đựng. Tuy nhiên, nhiều người trong số những thủy thủ đã mệt mỏi vì chiến tranh cảm thấy chiến dịch này sẽ ngăn trở tiến trình hòa bình và kéo dài thời hạn chiến tranh. Tuy nhiên, khi hạm đội đang được tập trung tại Wilhelmshaven, thủy thủ trên các con tàu bắt đầu đào ngũ hàng loạt. Khi Von der Tann và Derfflinger đi qua các âu tàu phân cách cảng phía trong Wilhelmshaven và vũng biển, khoảng 300 người trên cả hai con tàu đã trèo qua mạn tàu và biến mất trên bờ.
Sáng ngày 29 tháng 10 năm 1918, mệnh lệnh được đưa ra để chuẩn bị khởi hành từ Wilhelmshaven để tập trung lực lượng tại Jade Estuary vào ngày hôm sau. Bắt đầu từ đêm 29 tháng 10, thủy thủ trên nhiều tàu chiến làm binh biến. Ba chiếc thuộc Hải đội Chiến trận 3 từ chối nhổ neo, và các hành động phá hoại xảy ra trên các chiếc Thüringen và Helgoland. Sự bất ổn lan rộng ra các tàu chiến khác, và cuối cùng chiến dịch phải bị hủy bỏ; và trong một cố gắng để dập tắt cuộc nổi loạn, Scheer ra lệnh phân tán hạm đội. Vào đầu tháng 11 năm 1918, cuộc Cách mạng Đức bắt đầu; dẫn đến việc đình chiến và kết thúc chiến tranh cũng như lật đổ nền quân chủ tại Đức.

Bản đồ vị trí các con tàu bị đánh đắm tại Scapa Flow. Moltke được đánh dấu với số 23

Sau khi Đức đầu hàng, hầu hết tàu chiến của Hạm đội Biển khơi, kể cả Moltke, bị lưu giữ tại căn cứ hải quân Anh tại Scapa Flow, dưới quyền chỉ huy của Chuẩn Đô đốc Ludwig von Reuter. Trước khi Hạm đội Đức khởi hành, Đô đốc Adolf von Trotha khẳng định lại với von Reuter chỉ thị không được để cho phe Đồng Minh chiếm các con tàu trong bất kỳ tình huống nào. Hạm đội đã gặp gỡ tàu tuần dương hạng nhẹ Anh Cardiff, vốn đã dẫn đầu các con tàu Đức đi đến điểm gặp gỡ hạm đội Đồng Minh, một lực lượng khổng lồ bao gồm 370 tàu chiến của Anh, Mỹ và Pháp, vốn sẽ hộ tống hạm đội Đức đến Scapa Flow. Khi bị lưu giữ trong suốt thời gian diễn ra các cuộc đàm phán hòa bình, mà sau này cuối cùng sẽ dẫn đến Hiệp ước Versailles, các khẩu pháo của chúng bị bất hoạt bằng cách tháo bỏ khóa nòng, và con tàu được bảo trì bởi một thủy thủ đoàn gồm số lượng sĩ quan và thủy thủ tối thiểu. Moltke vào lúc này đặt dưới quyền chỉ huy của Thiếu tá Hải quân Wollante.
Một bản in của báo The Times cung cấp thông tin cho von Reuter rằng Thỏa thuận Ngừng bắn sẽ hết hiệu lực vào giữa trưa ngày 21 tháng 6 năm 1919, thời hạn cuối cùng mà Đức phải ký vào Hiệp định hòa bình. Đô đốc Von Reuter đưa đến kết luận người Anh sẽ tìm cách chiếm hữu các con tàu Đức sau khi Thỏa thuận Ngừng bắn hết hiệu lực. Không biết rằng thời hạn của thỏa thuận đã được triển hạn đến ngày 23 tháng 6, ông quyết định đánh đắm các con tàu của mình vào cơ hội thuận tiện đầu tiên có được. Sáng ngày 21 tháng 6, Hạm đội Anh rời Scapa Flow tiến hành thực tập huấn luyện; và đến 11 giờ 20 phút Reuter truyền mệnh lệnh này đến các con tàu của mình. Moltke chìm trong vòng hai giờ mười lăm phút. Nó được cho nổi trở lại vào năm 1927 và được tháo dỡ tại Rosyth vào năm 1929.